# Parc naturel de la Marjal de Pego-Oliva
Le parc naturel de la Marjal de Pego-Oliva est une aire protégée créé dans la Communauté valencienne en 1995. Le parc naturel est situé dans les communes de Pego et Oliva, dans la Province d'Alicante et de Valence,.
Les marais ont été formés par l'ensablement d'une ancienne baie et constituent une zone humide avec des roselières traversées par un ancien réseau d'irrigation. Ces ensembles constituent zones humides d'importance internationale de Natura 2000 définies par la Convention de Ramsar pour le développement des cycles biologiques de nombreuses espèces qui l'utilisent tant dans leurs migrations que dans leur nidification ou hivernage.

## Description

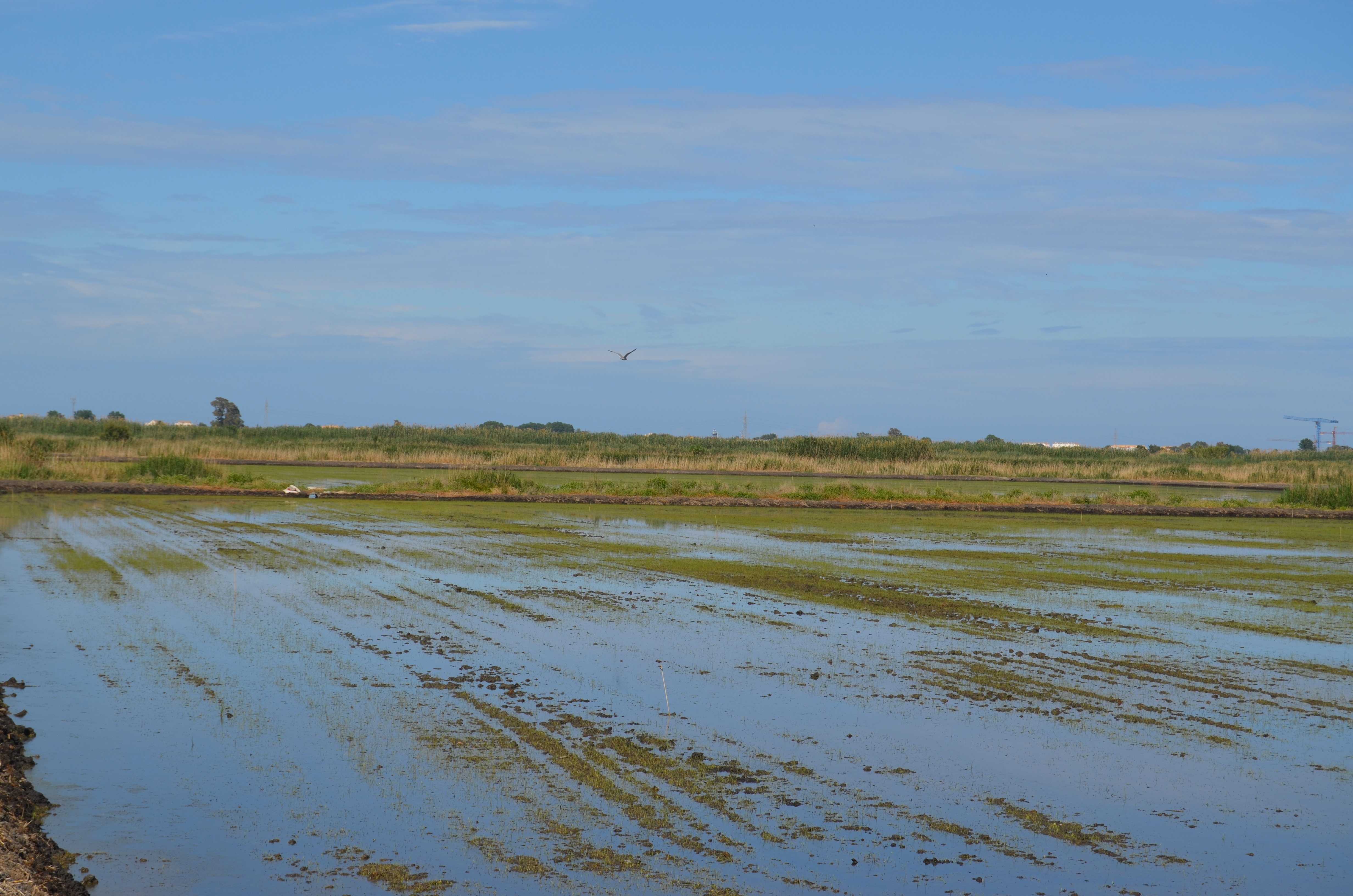
Rizière

Le site couvre une superficie de 1 248 hectares et a été déclaré parc naturel par la Généralité valencienne le 9 janvier 1995. Il contient aussi un système dunaire qui s'étend au sud de la rivière Serpis. Il est constitué de zones marécageuses et de rizières.

## Végétation
La partie située à l'intérieur de la zone est couvert de tamaris et des roselières. Le marais lui-même est couvert de roselières et dans ses canaux et étangs il y a une bonne représentation de la végétation sous-marine. Dans le cours supérieur des rivières, du fait de la qualité de ses eaux, des espèces végétales (mais aussi animales) éteintes sur la quasi-totalité de leur territoire d'origine sont préservées.

## Faune

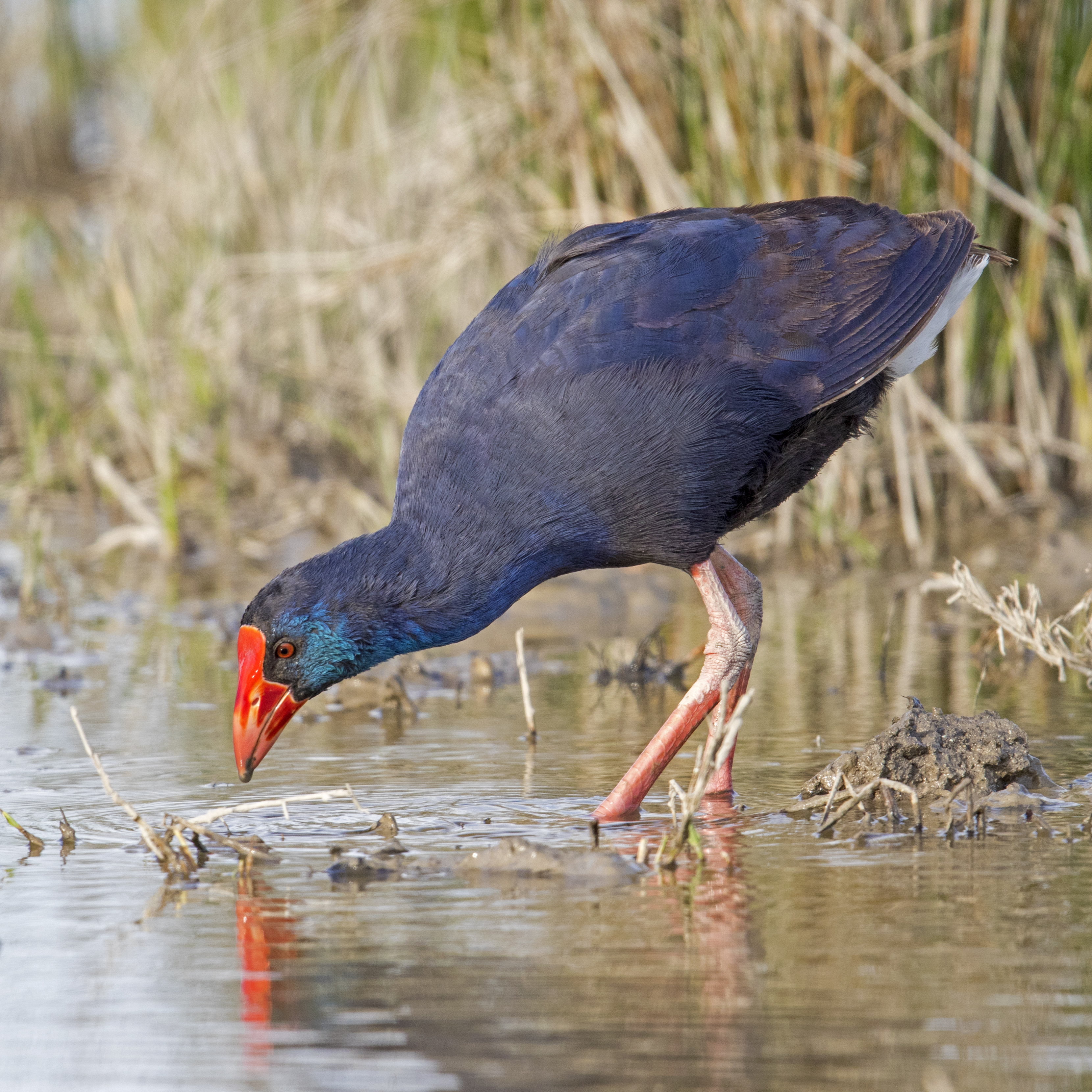
Talève sultane

Les excellentes conditions des eaux du marais permettent l'existence de populations d'invertébrés tels que les crevettes (Dugastella valentina, Paleomonetes zariquieyi et Athyaephyra desmaresti) ou les vernis (Anodonta cygnea et Unio mancus). Parmi les poissons, on distingue la présence du Valencia hispanica, qui confère au parc une haute valeur écologique en raison de sa rareté, ou de la colmilleja. Les reptiles les plus caractéristiques du parc sont l' Emys orbicularis et la Mauremys leprosa.
Les oiseaux sont très bien représentés et constituent, en plus d'une des plus grandes richesses du marais, l'une des principales raisons pour lesquelles il a été accepté dans la Convention de Ramsar. Parmi les espèces nicheuses figurent : le grèbe castagneux, le grèbe huppé, le butor étoilé, le héron pourpré, la marmaronette marbrée et l'échasse blanche. La guifette moustac est l'une des espèces les plus représentatives. Se démarque également la talève sultane, une espèce jusqu'à récemment éteinte dans la Communauté valencienne.

## Galerie

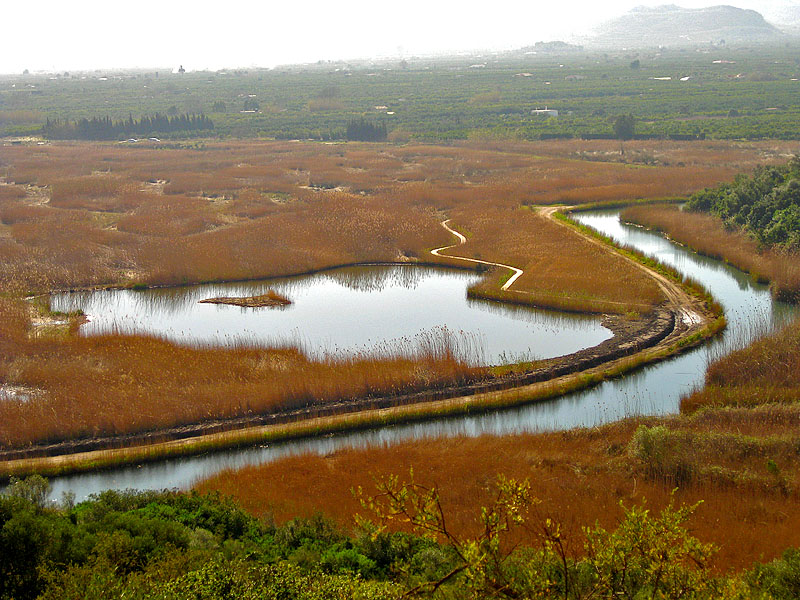
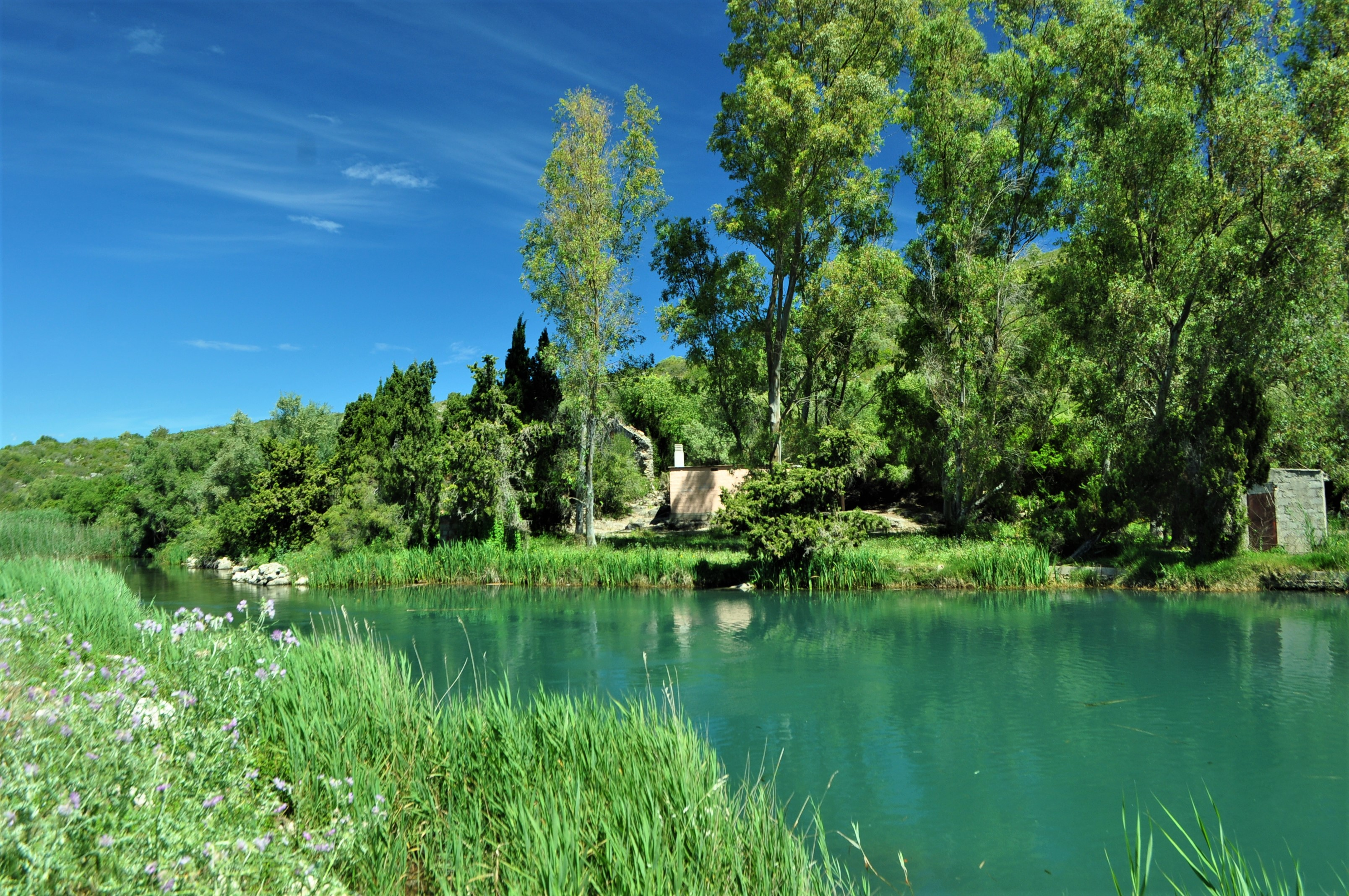